# Stéphane Girard
 (novembre 2021).
Gess, nom de plume de Stéphane Girard, est un auteur de bande dessinée et illustrateur français, né en 1961 à Rouen. Il est marié à Marie-Anne Girard née Pont. Ils ont deux enfants.

## Biographie
Auteur de bande dessinée professionnel depuis 1992, Gess a aussi illustré plusieurs romans de science-fiction, notamment ceux d'Orson Scott Card et de Pierre Bordage aux Éditions L'Atalante. Gess a reçu le grand prix du festival Des Planches et des Vaches pour l'ensemble de son œuvre en 2002.
La Brigade chimérique a reçu le prix du jury BDGEST 2010, et le Grand Prix de l'Imaginaire, à Saint Malo, en 2011.
En 2020, son album Un destin de Trouveur, un récit des Contes de La Pieuvre a fait partie de la sélection officielle du festival d’Angoulême pour le prix de la meilleure série.
Célestin et le Cœur de Vendrezanne, un récit des contes de La Pieuvre, a été sélectionné pour le prix bande dessinée aux Utopiales 2021, ainsi que pour le prix Goscinny 2021.
La série des Contes de la Pieuvre a reçu le prix spécial du jury BDGest 2021.

## Publications
- Carmen Mc Callum (dessin), avec Fred Duval (scénario) et Isabelle Rabarot (couleur)
- 1er cycle, L'Affaire Sonoda, Éditions Delcourt :

1. Jukurpa, 1995 ;
2. Mare tranquilitatis, 1996 ;
3. Intrusions, 1997.

- 2e cycle : Dossier Earp, Éditions Delcourt :

1. Samuel Earp, 1999 ;
2. Deus ex machina, 2000.

- 3e cycle : La Question E.G.M., Éditions Delcourt :

1. Le Sixième Doigt du Penjab, 2003 ;
2. L'Appel de Baïkonour, 2005 ;
3. Dans le Vide de Kirkwood, 2007.

- Teddy Bear (dessin et couleur) et Steph (couleur du 3e tome), Éditions Zenda-Glénat :

1. Teddy Bear, 1992 ;
2. Djumbo Warrior, 1993 ;
3. Show, 1994 ;
4. édition intégrale, 2010.

- Ultima Parano (story board), avec Steph (dessin et couleur) et JB (scénario), Éditions Delcourt, 2002.
- Dante 01 (story board), avec Fred Blanchard (dessin), Pierre Bordage et Marc Caro (scénario), Éditions Delcourt, 2008.
- La Brigade chimérique (dessin), avec Serge Lehman et Fabrice Colin (scénario) et Céline Bessonneau (couleur), Éditions l'Atalante, prix du jury BD Gest 2010, Grand prix de l'Imaginaire à Saint-Malo en 2011 :

1. Mécanoïde Curie - La Dernière Mission du Passe-muraille, 2009 ;
2. Cagliostro - La Chambre ardente, 2009 ;
3. L'Homme cassé - Bon anniversaire docteur Séverac, 2009 ;
4. Politique internationale - HAV-Russe, 2010 ;
5. Le Club de l'hypermonde - TOLA, 2010 ;
6. La tête arrive - Épilogue : Le Grand Nocturne, 2010 ;
7. Intégrale (2012), réédition de l'Intégrale, 2015.

- Jour J tome 7 : Vive l'Empereur ! (dessin), avec Jean Pierre Pecau / Fred Duval (scénario) et Storm (couleur), Édition Delcourt, 2011.
- L'Homme Truqué (dessin et couleur), avec Serge Lehman (scénario), Éditions L'Atalante, 2013.
- L'Œil de la Nuit (dessin), avec Serge Lehman (scénario) et Delf (couleur), Éditions Delcourt :

1. Ami du mystère, 2014 ;
2. Les grandes profondeurs, 2015 ;
3. Le Druide noir, 2016.

- L'Esprit du 11 janvier, une enquête mythologique, 2016 avec Serge Lehman (scénario), Édition Delcourt.
- Les Contes de la Pieuvre (scénario, dessin, couleurs), Éditions Delcourt, Prix spécial du jury BD Gest 2021 :

1. La Malédiction de Gustave Babel, 2017 ;
2. Un destin de trouveur, 2019 - Sélection officielle Festival d'Angoulême 2020.
3. Célestin et le cœur de Vendrezanne, 2021 - Sélection officielle des Utopiales 2021 et sélection du prix Goscinny 2021
4. Fannie la renoueuse, 2024 - Sélection officielle du Festival d'Angoulême 2025

- Conan le Cimmérien tome 9 : Les mangeurs d'hommes de Zamboula, Édition Glénat, 2019
- Moriarty (dessin), avec Fred Duval / Jean-Pierre Péceau (scénario) et Scarlett (couleurs), Édition Delcourt, 2020-2021.

1. Le Voleur aux cent visages 1/2, 2020

1. Le Voleur aux cent visages 2/2, 2023